# 五井镇
五井镇，是中华人民共和国山東省潍坊市临朐县下辖的一个乡镇级行政单位。

## 行政区划
五井镇下辖以下地区：
五井东村、五井中村、五井西村、北庄村、朱音村、下五井东村、下五井西村、大河村、天井村、石峪村、花园河村、太平崮村、阳城村、水泉村、大付家庄村、上坪村、磨砚池村、马庄村、茹家庄村、隐士村、嵩山村、朱家坡村、九杰村、泉头村、桐峪村、青石崖村、垛庄村、新合村、黄谷村、西井村和水沟村。